# Desmodium auricomum
Desmodium auricomum är en ärtväxtart som beskrevs av George Bentham. Desmodium auricomum ingår i släktet Desmodium och familjen ärtväxter. Inga underarter finns listade i Catalogue of Life.